# 칼마르시

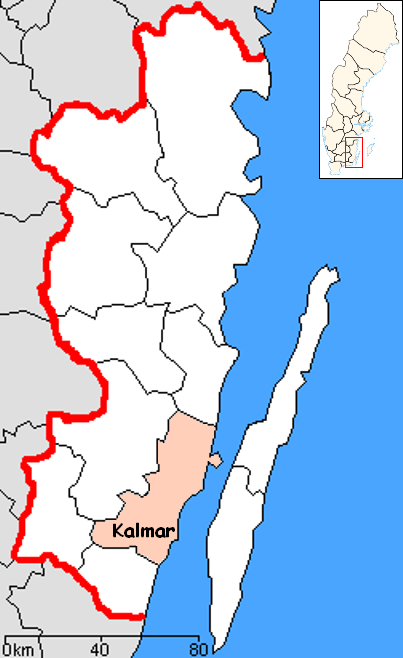
칼마르 시의 위치

칼마르시(스웨덴어: Kalmar kommun)는 스웨덴 칼마르주에 위치한 지방 자치체로 행정 중심지는 칼마르(칼마르 주의 주도)이며 면적은 1,250.96km2, 인구는 66,571명(2016년 12월 31일 기준), 인구 밀도는 53명/km2이다.

시 문장